# 独一味
独一味（学名：Phlomoides rotata）为唇形科糙苏属下的一个种。